# Servizio Fitosanitario Nazionale
Il Servizio Fitosanitario Nazionale è l'Organizzazione Nazionale per la Protezione delle Piante operante in Italia. È costituito dal Servizio Fitosanitario Centrale, dai Servizi Fitosanitari Regionali e dall' Istituto Nazionale di Riferimento per la Protezione delle Piante, identificato nel Centro di Ricerca Difesa e Certificazione del Consiglio per la ricerca in agricoltura e l'analisi dell'economia agraria (CREA). 

Il sito web protezionedellepiante.it è il portale ufficiale del Servizio Fitosanitario Nazionale, punto di riferimento per informazioni, normative, documenti tecnici ufficiali e tutte le attività connesse alla protezione delle piante.

## Storia
In Italia le prime strutture fitosanitarie nazionali nacquero a seguito della legge del 26 giugno 1913 n. 888 e del suo regolamento applicativo, approvato con il D.L. n. 723 del 12 marzo 1916. In attuazione della citata normativa, il D.M. del 25 aprile 1917 istituì sul territorio nazionale i Regi Osservatori di Fitopatologia, annessi inizialmente a istituzioni scientifiche universitarie. Con la legge del 18 giugno 1931 n. 987, gli Osservatori Fitopatologici presero il nome di Regi Osservatori per le malattie delle piante e furono posti alle dipendenze dell'Ufficio centrale per la difesa delle piante, istituito in seno al Ministero dell'Agricoltura e Foreste. Nel dopoguerra gli Osservatori, denominati Osservatori per le malattie delle piante, furono trasferiti alle Regioni; nelle Regioni a statuto speciale ciò avvenne tra la fine degli anni quaranta e l'inizio degli anni cinquanta, mentre nelle Regioni a statuto ordinario il passaggio avvenne nel 1977 a seguito del DPR n. 617. A seguito del Trattato di Maastricht del 1992 e della nascita del Mercato Unico Europeo, la normativa fitosanitaria fu riorganizzata con il Decreto Legislativo del 30 dicembre 1992 n. 536, che ha istituito il Servizio Fitosanitario Nazionale, composto dal Servizio Fitosanitario Centrale e dai Servizi Fitosanitari Regionali. Con il D.L. n. 214 del 19 agosto 2005 la materia è stata riorganizzata con l'abrogazione della legge n. 987 del 1931 e l'aggiornamento delle competenze del Servizio Fitosanitario Nazionale. 

A seguito delle modifiche introdotte dalla Direttiva 2002/89/CE alla Direttiva 2000/29/CE, ed in particolare con l’inserimento di principi di giustificazione scientifica ed equivalenza, in linea con l'accordo sulle misure sanitarie e fitosanitarie (accordo SPS) , e l’introduzione di nuove regole per i controlli all’importazione, si è resa necessaria una revisione dell’assetto normativo e organizzativo del Servizio Fitosanitario Nazionale. Tale revisione ha trovato attuazione con il decreto legislativo 2 febbraio 2021, n. 19.
Con l’entrata in vigore di questo provvedimento, che ha contestualmente abrogato il d.lgs. n. 214/2005, è stata ridefinita l’architettura del Servizio Fitosanitario Nazionale: sono state aggiornate le competenze del Servizio Fitosanitario Centrale e dei Servizi Fitosanitari Regionali, sono stati istituiti il Comitato Fitosanitario Nazionale, con ruolo tecnico-consultivo e propositivo, e la Rete laboratoristica nazionale, a sostegno delle attività di analisi, monitoraggio e controllo nel settore. Inoltre, è stato individuato nel Centro di Ricerca Difesa e Certificazione del Consiglio per la ricerca in agricoltura e l'analisi dell'economia agraria (CREA) l'Istituto Nazionale di Riferimento per la Protezione delle Piante, parte integrante del Servizio Fitosanitario Nazionale.

## Strutture e compiti

### Servizio Fitosanitario Centrale
Il Servizio Fitosanitario Centrale ha sede a Roma presso il Ministero dell'Agricoltura, della Sovranità Alimentare e delle Foreste. È operativo presso l'Ufficio DISR V della Direzione Generale dello Sviluppo Rurale , afferente al Dipartimento della Politica Agricola Comune e dello Sviluppo Rurale. 
Ha il compito di:
- curare i rapporti con la Commissione dell'Unione europea, con le Organizzazioni per la Protezione delle Piante di altri Paesi e con le organizzazioni internazionali che si occupano della materia fitosanitaria (FAO, EPPO, ecc.);
- predisporre i provvedimenti relativi al recepimento delle norme dell'Unione Europea relative alla materia fitosanitaria;
- curare il coordinamento e la vigilanza sull'applicazione delle normative fitosanitarie sul territorio nazionale;
- stabilire gli standard tecnici a cui devono attenersi i Servizi Fitosanitari Regionali;
- raccogliere e divulgare i dati relativi alla presenza di organismi nocivi sul territorio nazionale.

### Servizi Fitosanitari Regionali
I Servizi Fitosanitari Regionali, in cui sono confluiti gli Osservatori per le malattie delle piante, sono ubicati in ognuna delle venti Regioni italiane. Nelle regioni più grandi consistono in genere in una sede centrale e in sedi operative articolate su base provinciale.
Hanno il compito di: 
- applicare sul territorio regionale le direttive comunitarie recepite nell'ordinamento nazionale;
- effettuare i controlli fitosanitari ai fini del rilascio dei certificati fitosanitari per l'esportazione e dei nulla osta per l'importazione;
- effettuare il controllo e la vigilanza ufficiale sul territorio regionale dello stato fitosanitario dei vegetali spontanei e coltivati e dei loro prodotti nelle fasi di produzione, conservazione e commercializzazione;
- rilasciare le autorizzazioni previste dalle normative fitosanitarie;
- adottare sul territorio di competenza tutte le misure ufficiali ritenute necessarie per evitare la diffusione di organismi nocivi ai vegetali in applicazione delle normative fitosanitarie vigenti;
- effettuare ispezioni sia preventive che periodiche presso i luoghi di produzione dei vegetali, al fine di verificare la presenza di organismi nocivi e l'applicazione delle misure fitosanitarie nazionali e locali;
- raccogliere i dati relativi alla presenza di organismi nocivi sul territorio regionale;
- comunicare al Servizio Fitosanitario centrale la presenza di organismi nocivi precedentemente non presenti sul territorio di propria competenza.

### Istituto Nazionale di Riferimento per la Protezione delle Piante
Il Centro di Ricerca Difesa e Certificazione del CREA è designato come Istituto Nazionale di Riferimento per la Protezione delle Piante. Fa parte del Servizio Fitosanitario Nazionale in qualità di organismo scientifico di supporto su tematiche relative a insetti, acari, nematodi, funghi, batteri e virus.
Svolge i seguenti compiti istituzionali:
- partecipa al Comitato Fitosanitario Nazionale in rappresentanza dell’Istituto di riferimento;
- conduce studi e ricerche finalizzati all’individuazione di misure di eradicazione e contenimento di organismi nocivi, sia autoctoni che alieni;
- predispone analisi di rischio fitosanitario (Pest Risk Analysis) e analisi di rischio ambientale (Environmental Risk Assessment);
- effettua diagnosi di conferma in caso di rinvenimento di nuovi organismi nocivi di origine aliena;
- coordina la rete dei laboratori ufficiali italiani, assicurando uniformità e qualità nei protocolli analitici;
- organizza attività di formazione e aggiornamento per il personale tecnico dei laboratori nazionali;
- mantiene e sviluppa rapporti con i laboratori di riferimento dell’Unione Europea;
- partecipa alle Unità Territoriali per le Emergenze Fitosanitarie, attivate dai Servizi Fitosanitari Regionali per fronteggiare nuove avversità.